# Blue Smoke
Blue Smoke: The Lost Dawn of New Zealand Popular Music 1918-1964 to nagrodzona książka autorstwa Chrisa Bourke'a na temat wczesnej historii muzyki w Nowej Zelandii wydana przez Auckland University Press.
Bourke jest pisarzem muzycznym, który pisze na temat muzyki od 1987 Książę Blue Smoke napisał w czasie pobytu badawczego (research fellowship) w National Library i pracy na University of Waikato.
Blue Smoke zdobyło w 2011 New Zealand Post Book awards.